# 上施泰因巴赫河

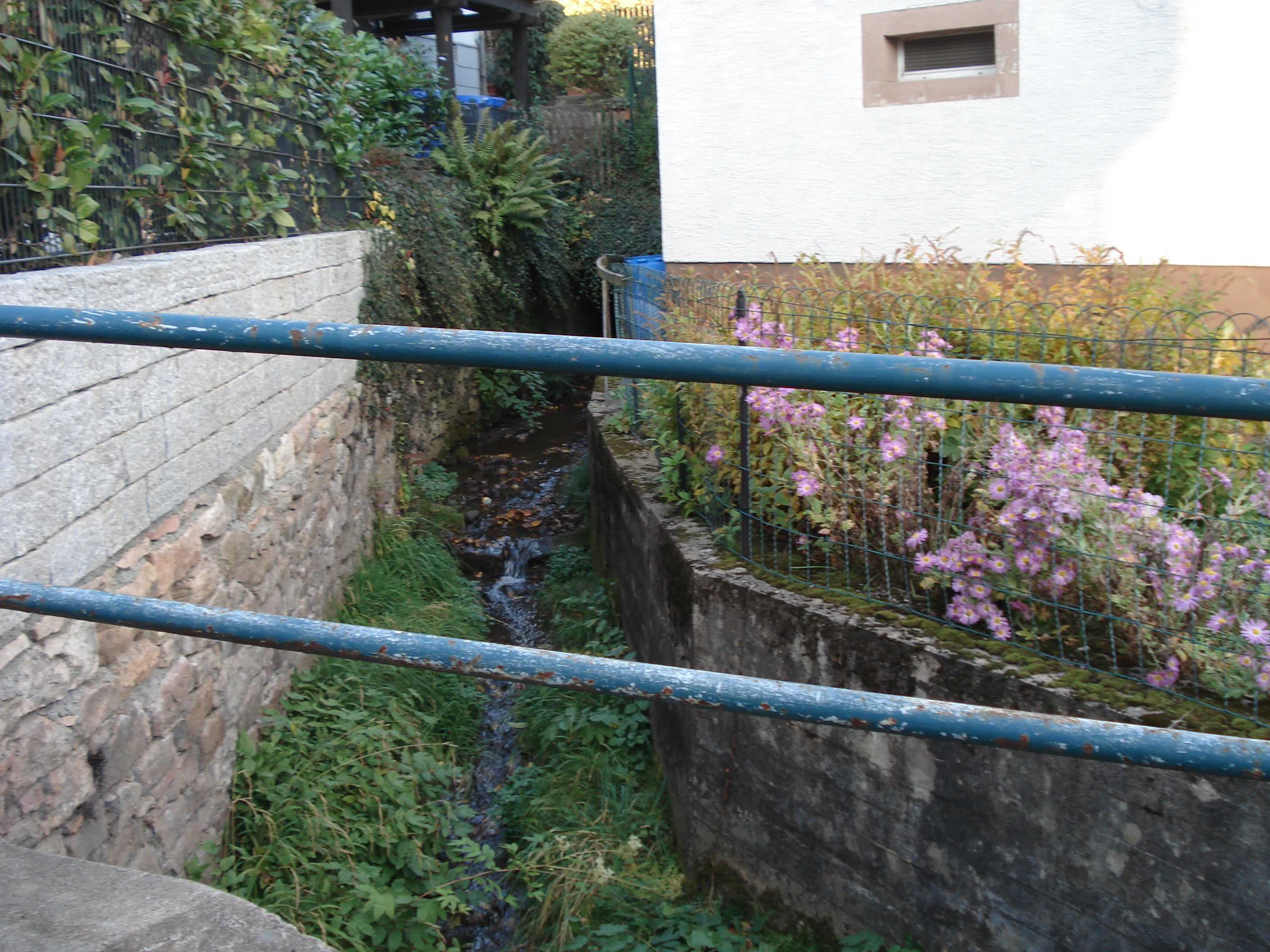

50°1′44.32″N 9°16′21.80″E / 50.0289778°N 9.2727222°E
上施泰因巴赫河（德語：Oberer Steinbach），是德國的河流，位於該國東南部，由巴伐利亞負責管轄，屬於賽勞夫巴赫河的右支流，河道全長1.3公里，流域面積1.4平方公里。